# КрАЗ H22.2
КрАЗ Н22.2RX — вантажний автомобіль-шасі АвтоКрАЗ з компонувальною схемою «кабіна над двигуном» і колісною формулою 6х6 призначений для монтажу спеціальних надбудов з технологічним обладнанням, використовуваних в будівництві, ремонті та обслуговуванні об'єктів комунального господарства, промислових підприємств і доріг. Автомобіль комплектується кабіною від вантажівки Renault Kerax.
КрАЗ Н22.2RX обладнаний 362-сильним двигуном ЯМЗ-6521, має однодискове зчеплення і двохдіапазонну 16-ст. механічну коробку передач ZF16S11820TO.